# Captured Angel
| Recensione              | Giudizio |
| ----------------------- | -------- |
| AllMusic                | [ 2 ]    |
| Robert Christgau        | D+       |
| Dizionario del Pop-Rock | [ 4 ]    |

Captured Angel è il terzo album discografico del cantautore di folk rock statunitense Dan Fogelberg, pubblicato dalla casa discografica Full Moon/Epic Records nel settembre del 1975.
L'album raggiunse la ventitreesima posizione (il 22 novembre 1975) della classifica Billboard 200.

## Tracce
Lato A
Testi e musiche di Dan Fogelberg.
1. Aspen/These Days – 7:39
2. Comes and Goes – 2:25
3. Captured Angel – 2:57
4. Old Tennessee – 3:07
5. Next Time – 4:10

Lato B
Testi e musiche di Dan Fogelberg.
1. Man in the Mirror/Below the Surface – 7:10
2. Crow – 4:40
3. The Last Nail – 5:30

## Musicisti
- Dan Fogelberg - banjo, chitarra, tastiere, sintetizzatore ARP, armonica, voce solista, accompagnamento vocale-cori
- Dan Fogelberg - basso (eccetto nei brani: Captured Angel, Old Tennessee e Next Time)
- Dan Fogelberg - percussioni (eccetto nel brano: Comes and Goes)
- Norbert Putnam - basso (brani: Captured Angel, Old Tennessee e Next Time)
- Russ Kunkel - batteria (eccetto brani: Comes and Goes e Crow)
- Russ Kunkel - percussioni (solo nel brano: Comes and Goes)
- Al Perkins - chitarra pedal steel (solo nel brano: Next Time)
- David Lindley - fiddle (brano: Crow)
- Glenn Spreen - arrangiamento strumenti ad arco (brani: Aspen, Next Time e The Last Nail)
- Hot Damn Brothers - accompagnamento vocale-cori (brano: Next Time)
- John David Souther - accompagnamento vocale-cori (brano: Next Time)

Note aggiuntive
- Dan Fogelberg - produttore (per la Full Moon Productions)
- Registrazioni effettuate al: Golden Voice Studios (South Pekin, Illinois); Caribou Ranch (Nederland, Colorado); Record Plant (Los Angeles, California); Record Plant (Sausalito, California)
- Terry Jamison, Tom Byler, John Stronach, Jeff Guercio, Gary Ladinsky - ingegneri delle registrazioni
- John Stronach - ingegnere del mixaggio
- Mixato al Record Plant di Sausalito, California
- Dan Fogelberg - illustrazione copertina album
- Henry Diltz - fotografia
- Ron Coro - design album[8]